# Kamer Qaka
Kamer Qaka, född 11 april 1995 i Peja i FR Jugoslavien, är en albansk fotbollsspelare (mittfältare) som spelar för Shkëndija.

## Karriär
Den 26 januari 2021 värvades Qaka av nordmakedonska Shkëndija, där han skrev på ett 2,5-årskontrakt. I januari 2022 värvades Qaka av ungerska Mezőkövesd.
I januari 2023 blev Qaka klar för en återkomst i Shkëndija, där han skrev på ett tvåårskontrakt.